# Lijst van voetbalinterlands Colombia - Israël
Deze lijst van voetbalinterlands is een overzicht van alle officiële voetbalwedstrijden tussen de nationale teams van Colombia en Israël. De landen speelden tot op heden twee keer tegen elkaar. Beide duels betroffen kwalificatiewedstrijden in de play-offs voor het Wereldkampioenschap voetbal 1990 in Italië. De eerste ontmoeting werd gespeeld in Barranquilla op 15 oktober 1989. De return vond plaats op 30 oktober 1989 in Ramat Gan.

## Wedstrijden
| № | Plaats       | Datum           | Competitie           | Wedstrijd         | Uitslag |
| - | ------------ | --------------- | -------------------- | ----------------- | ------- |
| 1 | Barranquilla | 15 oktober 1989 | WK 1990 kwalificatie | Colombia – Israël | 1 – 0   |
| 2 | Ramat Gan    | 30 oktober 1989 | WK 1990 kwalificatie | Israël – Colombia | 0 – 0   |

## Samenvatting
| Competitie      | Totaal gespeeld | Winst Colombia | Gelijk | Winst Israël | Doelsaldo Colombia – Israël |
| --------------- | --------------- | -------------- | ------ | ------------ | --------------------------- |
| WK-kwalificatie | 2               | 1              | 1      | 0            | 1 − 0                       |
| Totaal          | 2               | 1              | 1      | 0            | 1 − 0                       |

Wedstrijden bepaald door strafschoppen worden, in lijn met de FIFA, als een gelijkspel gerekend.

## Details

### Eerste ontmoeting
| WK 1990 kwalificatie (Barranquilla, Colombia, 15 oktober 1989): |              | |
| Colombia | 1 – 0        | Israël |
| Albeiro Usuriaga 75' | goals        | |
| Francisco Maturana | bondscoach   | Itzhak Schneor en Yaacov Grundman |
| René Higuita Wilson Pérez Luis Carlos Perea Andrés Escobar León Villa Bernardo Redín 46' Leonel Álvarez Carlos Valderrama Luis Fajardo Arnoldo Iguarán Rubén Darío Hernández | opstellingen | Bonni Ginzburg Avi Cohen Yehuda Amar Nir Alon Nissim Barda 62' Shalom Tikva Nir Klinger Efraim Davidi Moshe Sinai 77' Eli Ohana Ronny Rosenthal |
| Albeiro Usuriaga 46' | wissels      | 62' David Pizanti 77' Nir Levin |
| Leonel Álvarez 44' | gele kaarten | 11' Nissim Barda 72' Nir Klinger |

### Tweede ontmoeting
| WK 1990 kwalificatie (Ramat Gan, Israël, 30 oktober 1989):                                                                                      |              | |
| Israël | 0 – 0        | Colombia |
| | goals        | |
| Itzhak Schneor en Yaacov Grundman | bondscoach   | Francisco Maturana |
| Bonni Ginzburg Avi Cohen Yehuda Amar Nir Alon Ofir Shmueli 46' Shalom Tikva Nir Klinger Efraim Davidi Moshe Sinai Nir Levin 50' Ronny Rosenthal | opstellingen | René Higuita Wilson Pérez Alexis Mendoza Andrés Escobar Carlos Hoyos 46' Bernardo Redín 69' Leonel Álvarez Carlos Valderrama José Ricardo Pérez Arnoldo Iguarán Luis Fajardo |
| David Pizanti 46' Eli Ohana 50' | wissels      | 46' Albeiro Usuriaga 69' Gabriel Gómez |
| Ofir Shmueli 30' | gele kaarten | 16' Arnoldo Iguarán |
| - Debuut van Ofir Shmueli (Beitar Jerusalem) voor Israël.                                                                                       |              | |

Colfútbol · A-internationals · Selecties · Statistieken · Bondscoaches · Colombiaans vrouwenelftal · Olympisch elftal · Colombia U20 · Colombia U17
1938 – 1949 ·
1950 – 1959 ·
1960 – 1969 ·
1970 – 1979 ·
1980 – 1989 ·
1990 – 1999 ·
2000 – 2009 ·
2010 – 2019 ·
2020 – 2029
WK 1962 · 
WK 1990 · 
WK 1994 · 
WK 1998 · 
WK 2014 · 
WK 2018
OS 1968 · 
OS 1972 · 
OS 1980 · 
OS 1992 · 
OS 2016
1938 · 
1939 · 1940 · 1941 · 1942 · 1943 · 1944 · 
1946 · 
1947 · 
1948 · 
1949 · 
1950 · 1951 · 1952 · 1953 · 1954 · 1955 · 1956 · 
1957 · 
1958 · 1959 · 1960 · 
1961 · 
1962 · 
1963 · 
1964 · 
1965 · 
1966 · 
1967 · 
1968 · 
1969 · 
1970 · 
1971 · 
1972 · 
1973 · 
1974 · 
1975 · 
1976 · 
1977 · 
1978 · 
1979 · 
1980 · 
1981 · 
1982 · 
1983 · 
1984 · 
1985 · 
1986 · 
1987 · 
1988 · 
1989 · 
1990 ·
1991 · 
1992 · 
1993 · 
1994 · 
1995 · 
1996 · 
1997 · 
1998 · 
1999 · 
2000 · 
2001 · 
2002 · 
2003 · 
2004 · 
2005 · 
2006 · 
2007 · 
2008 · 
2009 · 
2010 · 
2011 · 
2012 · 
2013 · 
2014 · 
2015 · 
2016 · 
2017 ·
2018 ·
2019 ·
2020 ·
2021
Algerije ·
Argentinië ·
Australië ·
Bahrein ·
België ·
Bolivia · 
Brazilië ·
Canada ·
Chili ·
China · 
Costa Rica ·
Cuba ·
DDR ·
Duitsland ·
Ecuador ·
Egypte ·
El Salvador ·
Engeland ·
Finland ·
Frankrijk ·
Griekenland ·
Guatemala · 
Haïti ·
Honduras ·
Hongarije ·
Hongkong ·
Ierland ·
Irak ·
Israël ·
Ivoorkust ·
Jamaica ·
Japan ·
Joegoslavië ·
Jordanië ·
Kameroen ·
Koeweit · 
Liberia · 
Marokko ·
Mexico ·
Montenegro ·
Nederland ·
Nederlandse Antillen ·
Nicaragua ·
Nieuw-Zeeland · 
Nigeria ·
Noord-Ierland ·
Noorwegen ·
Panama ·
Paraguay ·
Peru ·
Polen ·
Puerto Rico ·
Qatar ·
Roemenië ·
Saoedi-Arabië ·
Schotland ·
Senegal ·
Servië ·
Slovenië ·
Slowakije ·
Sovjet-Unie ·
Spanje ·
Trinidad en Tobago ·
Tsjecho-Slowakije ·
Tunesië · 
Turkije · 
Uruguay ·
Venezuela ·
Verenigde Arabische Emiraten · 
Verenigde Staten ·
Zuid-Afrika ·
Zuid-Korea ·
Zweden ·
Zwitserland
Brazilië (2014) ·
Engeland (2018) ·
Griekenland (2014) ·
Ivoorkust (2014) ·
Japan (2014) ·
Japan (2018) ·
Polen (2018) ·
Senegal (2018) ·
Uruguay (2014)
IFA · A-internationals · Kwalificatiewedstrijden · Bondscoaches · Statistieken · Israëlisch vrouwenelftal · Olympisch elftal · Israël U21 · Israël U20 · Israël U19 · Israël U18 · Israël U17 · Israël U16
1934 – 1939 · 
1940 – 1949 · 
1950 – 1959 · 
1960 – 1969 · 
1970 – 1979 · 
1980 – 1989 · 
1990 – 1999 · 
2000 – 2009 · 
2010 – 2019 ·
2020 − 2029
WK 1970
1934 · 
1935–1937 · 
1938 · 
1939 · 
1948 · 
1941–1947 · 
1948 · 
1949 · 
1950 · 
1951–1952 · 
1953 · 
1954 · 
1955 · 
1956 · 
1957 · 
1958 · 
1959 · 
1960 · 
1961 · 
1962 · 
1963 · 
1964 · 
1965 · 
1966 · 
1967 · 
1968 · 
1969 · 
1970 · 
1971 · 
1972 · 
1973 · 
1974 · 
1975 · 
1976 · 
1977 · 
1978 · 
1979 · 
1980 · 
1981 · 
1982 · 
1983 · 
1984 · 
1985 · 
1986 · 
1987 · 
1988 · 
1989 · 
1990 · 
1991 · 
1992 · 
1993 · 
1994 · 
1995 · 
1996 · 
1997 · 
1998 · 
1999 · 
2000 · 
2001 · 
2002 · 
2003 · 
2004 · 
2005 · 
2006 · 
2007 · 
2008 · 
2009 · 
2010 · 
2011 · 
2012 · 
2013 · 
2014 · 
2015 ·
2016 ·
2017 ·
2018 ·
2019 ·
2020 ·
2021 ·
2022 ·
2023
Albanië · 
Andorra ·
Argentinië ·
Armenië ·
Australië ·
Azerbeidzjan ·
België ·
Bosnië en Herzegovina ·
Brazilië ·
Bulgarije ·
Chili ·
Colombia ·
Cyprus ·
Denemarken ·
Duitsland ·
Engeland ·
Estland ·
Ethiopië ·
Faeröer ·
Filipijnen ·
Finland ·
Frankrijk ·
Georgië ·
GOS ·
Griekenland ·
Guatemala ·
Honduras ·
Hongarije ·
Hongkong ·
Ierland ·
IJsland ·
India ·
Iran ·
Italië ·
Ivoorkust ·
Japan ·
Joegoslavië ·
Kosovo ·
Kroatië ·
Letland ·
Liechtenstein ·
Litouwen ·
Luxemburg ·
Maleisië ·
Malta ·
Mexico ·
Moldavië ·
Montenegro ·
Myanmar ·
Nederland ·
Nieuw-Zeeland ·
Noord-Ierland ·
Noord-Macedonië ·
Noorwegen ·
Oekraïne ·
Oezbekistan ·
Oostenrijk ·
Pakistan ·
Polen ·
Portugal ·
Roemenië ·
Rusland ·
San Marino ·
Schotland ·
Servië ·
Singapore ·
Slovenië ·
Slowakije ·
Sovjet-Unie ·
Spanje ·
Taiwan ·
Thailand ·
Tsjechië ·
Turkije ·
Uruguay ·
Verenigde Staten ·
Wales ·
Wit-Rusland ·
Zambia ·
Zuid-Afrika ·
Zuid-Korea ·
Zuid-Vietnam ·
Zweden ·
Zwitserland